# Torna-la a tocar, Sam
Torna-la a tocar, Sam (en anglès original Play It Again, Sam) és una obra de teatre de l'estatunidenc Woody Allen, entrenada en 1969. El tíulo de l'obra fa referència a la cèlebre frase atribuïda, encara que en realitat no la diu, al personatge interpretat per Ingrid Bergman en la pel·lícula Casablanca.

## Argument
Allan Felix és un home de mitjana edat recentment divorciat que tracta de refer la seva vida. S'enamora i manté una aventura sentimental amb Linda, l'esposa del seu millor amic Dick. Al llarg de la funció, Allan rep els consells del fantasma del seu ídol Humphrey Bogart, si bé finalment decideix ser ell mateix i prendre les seves pròpies decisions. En dir-li a Linda que el correcte és que torni amb el seu marit, Felix reprodueix les paraules que Humphrey Bogart dirigeix a Ingrid Bergman en l'escena final de la pel·lícula Casablanca.

## Produccions
Estrenada al Broadhurst Theatre de Broadway el 12 de febrer de 1969. Va estar dirigida per Joseph Hardy i interpretada per Woody Allen (Allan), Diane Keaton (Linda Christie), Anthony Roberts (Dick Christie) i Jerry Lacy (Bogey).
Es va representar al Teatre Gielgud del West End londinenc des de l'11 de setembre de 1969, protagonitzada per Dudley Moore com Allan i Bill Kerr com Bogart.

## Versió en català
El desembre de 1986, amb el títol de Torna-la a tocar, Sam, se'n va estrenar una versió catalana al Teatre Regina de Barcelona, dirigida per Ricard Reguant i interpretada per Pep Parés (Allan), Angels Gonyalons (en sis papers distints), Anna Briansó (Linda, després substituïda per Maria Elías) i José Luis Sanjuan (Bogart). Reguant va tornar a muntar-la deu anys després, amb interpretació de Elsa Anka, Roger Pera, Josep Julien, Ariadna Planas, Belén González i Oriol Úbeda.

## Versions
L'obra va ser portada al cinema per Herbert Ross amb el títol Play It Again, Sam (1972). Allen va adaptar el guió i va protagonitzar la pel·lícula.